# تين كا بينغ
تين كا بينغ (بالصينية: 田家炳) هو شخصية أعمال صيني، ولد في 20 نوفمبر 1919 في Dabu County ‏ في الصين، وتوفي في 10 يوليو 2018.